# Földváry család (tancsi)
A tancsi nemes és gróf Földváry család egy XV. századi származású magyar nemesi, majd főnemesi család.

## Története
A család első ismert őse a Mátyás király korában élt Miklós, aki a királyi sereg egyik fontos tisztje volt. A későbbiekben kitűnt a költő Ferenc, aki Kun Erzsébettől született gyermekeivel, Istvánnal és Sárával együtt grófi címet kapott 1755. február 18-án. Ez a grófi ág már Ferenc unokáiban kihalt.